# Испанский копр
Испанский копр (лат. Copris hispanus) — жук-копрофаг из рода Копры подсемейства скарабеины.

## Описание
Длина тела 16—30 мм. Крупный, сверху сильно выпуклый, черный, голова и переднеспинка слабо блестящие, надкрылья сильно блестящие, низ тела и ноги в красновато-коричневых волосках.
Самец: голова сильно поперечная, темя с большим толстым загнутым назад рогом, покрытым морщинистой пунктировкой. Передний край переднеспинки за головным рогом с сильной выемкой, её передние углы остро закруглены и заметно оттянуты вбок, передний скат очень большой, переднеспинка заметно вдавлена у передних углов. Надкрылья выпуклые, блестящие с топкими двойными бороздками, сопровождаемыми рядами довольно крупных точек. Передние голени с 4 наружными зубцами, их вершинная шпоpa длинная с притуплённым концом.
Самки отличается более прямым и более коротким головным рогом и менее обширным вдавлением переднего ската.

## Изменчивость
Головной рог самцов и самок f. media сильно укорочен, вплоть до маленького конического бугорка у f. minor. Вдавление переднего ската переднеспинки у слаборазвитых особей уменьшается до полного исчезновения у f. minor, пунктировка переднеспинки у них становится зернистой на большой площади по бокам середины.

## Ареал
Крайний юг Украины, Степной Крым, Предкавказье и Закавказье; вся Средняя Азия на север до Аральского моря и бассейна реки Или в юго-восточном Казахстане (кроме высокогорных районов). Юг Западной Европы, Северная Африка, Передняя Азия, Турция, Иран, Южная Азия, Афганистан и Пакистан.

## Биология
Биология. Обитатель аридных ландшафтов разных типов: сухих степей, пустынь и предгорий с эфемеровой растительностью, особенно обилен по окраинам оазисов. Активен с марта по сентябрь. Жуки ведут ночной образ жизни и иногда в массе прилетают на свет электроламп. Питаются помётом различным копытных животных и экскрементами человека, выполняя в природе «санитарные» функции. Самцы и самки совместно выкапывают норку, заканчивающуюся на глубине в 30—40 см гнездовой камерой. Туда складывается запас навоза, который тщательно перемешивается. Затем из него самкой изготовляются от 2 до 4 овоидов, в которые откидываются по одному яйцу. В дальнейшем самец обычно покидает гнездовую камеру, а самка остается в ней, вплоть до выхода молодых жуков. Последние выходят из куколок в августе—сентябре и остаются на зимовку.